# Fairchild AU-23 Peacemaker
Le Fairchild AU-23 Peacemaker est un avion de lutte anti-guérilla américain. Il s'agit d'un Pilatus PC-6 Turbo Porter modifié construit sous licence par Fairchild Aircraft.

## Origine et développement
En 1962, un Pilatus PC-6 atterrit sur le terrain de Fairchild après une erreur de navigation. Les dirigeants virent immédiatement un potentiel de développement de cet avion à décollage et atterrissage court (ADAC/STOL). Produit sous licence, 92 Turbo Porter sortirent des usines de Fairchild dont 35 AU-23 Peacemaker.
En décembre 1963 deux Pilatus PC-6/A-H2 (s/n 557 et 563 / immatriculation N184L et N185K) son livrés à Fairchild Stratos Corporation qui les évaluent pour l'US Air Force. Ces appareils sont ensuite transférés à Air America en mai 1965 et décembre 1964. En 1964 le prototype du PC-6/B-H2 (s/n 564 / immatriculation N187H) motorisé avec un Pratt & Whitney Canada PT6A-6A, qui a effectué son premier vol le 2 mai 1964, est livré à Fairchild Hiller pour évaluation.
Le 2 novembre 1964 un contrat de licence de production du Pilatus Turbo Porter est signé entre Pilatus et Fairchild Hiller. Une production civile fut d'abord lancée avec la livraison de Pilatus (s/n 604 à 613) à Fairchild de 10 kits de PC-6/B1-H2 (s/n 2000 à 2010).
Le premier exemplaire du Fairchild PC-6/B1-H2 est sorti des chaines de montage le 3 juin 1966 en version civil de transport. Puis, en 1971, Fairchild lança une version de lutte anti-insurrectionnelle pour l'USAF. Cette version fut baptisée Armed Porter, il s'agit précisément du AU-23A Peacemaker. Il dispose d’un moteur Garett TPE 331-1-101F et son armement principal consiste en un canon rotatif Gatling XM197 ainsi que cinq points d’emport répartis sous la voilure et le fuselage (un). En outre des pneus spéciaux lui permettaient d’opérer à partir de terrains difficiles.
La principale modification se trouvait dans l'équipement de navigation, électronique et de communication. De plus le Peacemaker était capable d'emporter son propre poids en charge interne et/ou externe.
L'US Army a opéré deux Pilatus PC-6/B2-H4 sous le nom de UV-20A Chiricahua (s/n 802 et 803 / immatriculation 79-23254 et 79-23254) affecté à la Berlin Brigade de mai 1979 à août 1991. Puis jusqu'en mai 2004 à l'équipe de parachutisme Golden Knights (en) de l'United States Army. Depuis cette date le s/n 803 sert à l'équipe de parachutisme Black Daggers de l'USASOC.

## Production et services

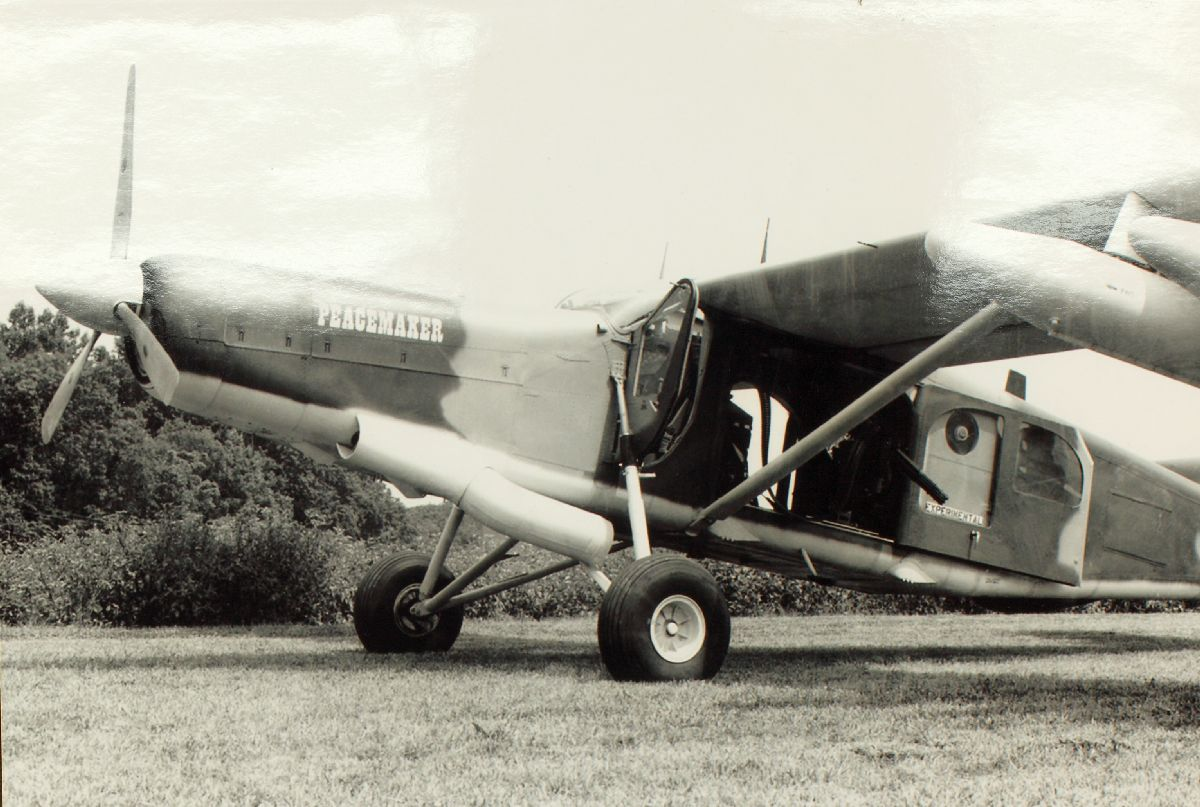
Un des trois AU-23 prototype. Armé et camouflé, il porte les inscriptions "Peacemaker" et "Experimental".

Le premier prototype du Peacemaker AU-23 est un Fairchild PC-6/C2-2H (S/N 2011 / immatriculation N352F) testé entre juin 1967 et mars 1971, à cette date il est remis non armé a Continental Air Services. La compagnie aérienne de la CIA le transmet ensuite à la Royal Thai Army en été 1977.

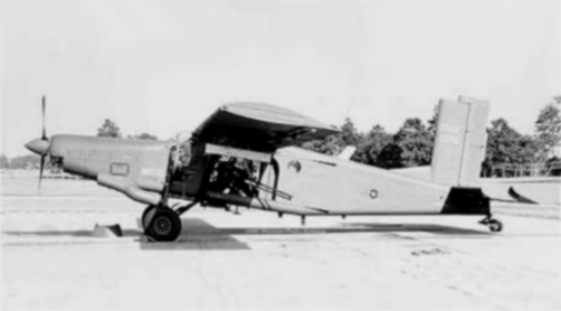
1972, le AU-23A (S/N 2062 / immatriculation 72-1316) armé de la mitrailleuse Gatling à Eglin AFB en Floride. Cet appareil volera ensuite pour la Royal Thaï Air Force de fin 1972 à décembre 1999.

Un second prototype, le premier désigné PC-6/AU-23A, est construit en 1967 (s/n 2020 / immatriculation 72-1318), puis un troisième (s/n 2039 / immatriculation N5301F puis 72-1317) en 1971. 15 AU-23A (s/n 2020, 2039 et 2050 à 2062 / immatriculation 72-1318, 72-1317 et 72-1304 à 72-1316) sont acquis par l’US Air Force en 1972.
Dans le cadre du Mutual Defense Assistance Act, ces appareils furent livrés aux forces thaïlandaise : 13 (s/n 2020, 2039, 2050 à 2052 et 2054 à 2062 / immatriculation 72-1318, 72-1317, 72-1304 à 72-1306, 72-1308 et 72-1310 à 72-1316) sont livrés entre juin et novembre 1972, un (s/n 2053 / immatriculation 72-1307), qui était stocké à Davis-Monthan AFB, l'est en 1977 quant à l'appareil immatriculé 72-1309 (s/n 2055), il s'est accidenté le 10 mai 1972 à Eglin AFB sans blesser le pilote. Trois de ces appareils sont en service en mars 2017. En 1974, Fairchild livre 20 AU-23A à la Royal Thai Air Force, 12 sont en service en mars 2017.
La Royal Thaï Police utilise elle, des Pilatus PC-6 et des Fairchild PC-6 provenant de la Royal Thai Army qui les avait reçu des anciennes compagnies aériennes de la CIA (Air America, Continental Air Service) opérant en Asie du Sud-Est durant et après la guerre du Vietnam.

## Utilisateurs
- États-Unis
  - US Air Force : 15 AU-23A, 13 sont livrés à la Thaïlande en 1972 et un en 1977.
- Thaïlande
  - Royal Thai Air Force : 34 AU-23A[2]: 14 x AU-23A, dont 13 livrés en 1972 et un en 1977, et 20 autres en 1976. En mars 2017, 15 sont en service[1] au sein du 501 Light Attack Sqn basé à la Wing 5 Prachuap Royal Air Force base à Prachuap Khiri Khan.

## Sources
- (en) Jim Winchester, American military aircraft : a century of innovation, New York, Barnes & Noble, 2005, 448 p. (ISBN 978-0-760-76982-9)
- L'Aviation, Ed Atlas  (ISBN 2-7312-0207-6)